# Dance Dance Revolution Universe
Dance Dance Revolution UNIVERSE (conhecido como Dancing Stage Universe na Europa), é o primeiro jogo da linha Dance Dance Revolution que foi lançado para o console Xbox 360. Esse jogo lançado pela Konami exclusivamente para o Xbox 360, teve data de lançamento norte-americano em 27 de fevereiro de 2007, e europeu em 7 de dezembro de 2007. O jogo tem múltiplos reviews.
O jogo possui 65 novas músicas, com novos modos de jogar incluindo: Modo How to play (como jogar), Trial, e Super Easy (super Fácil), para os novatos no jogo.
O jogo também tem compatibilidade como Xbox Live, incluindo modo online,recordes, e download de novas músicas via Microsoft Points.